# 전차

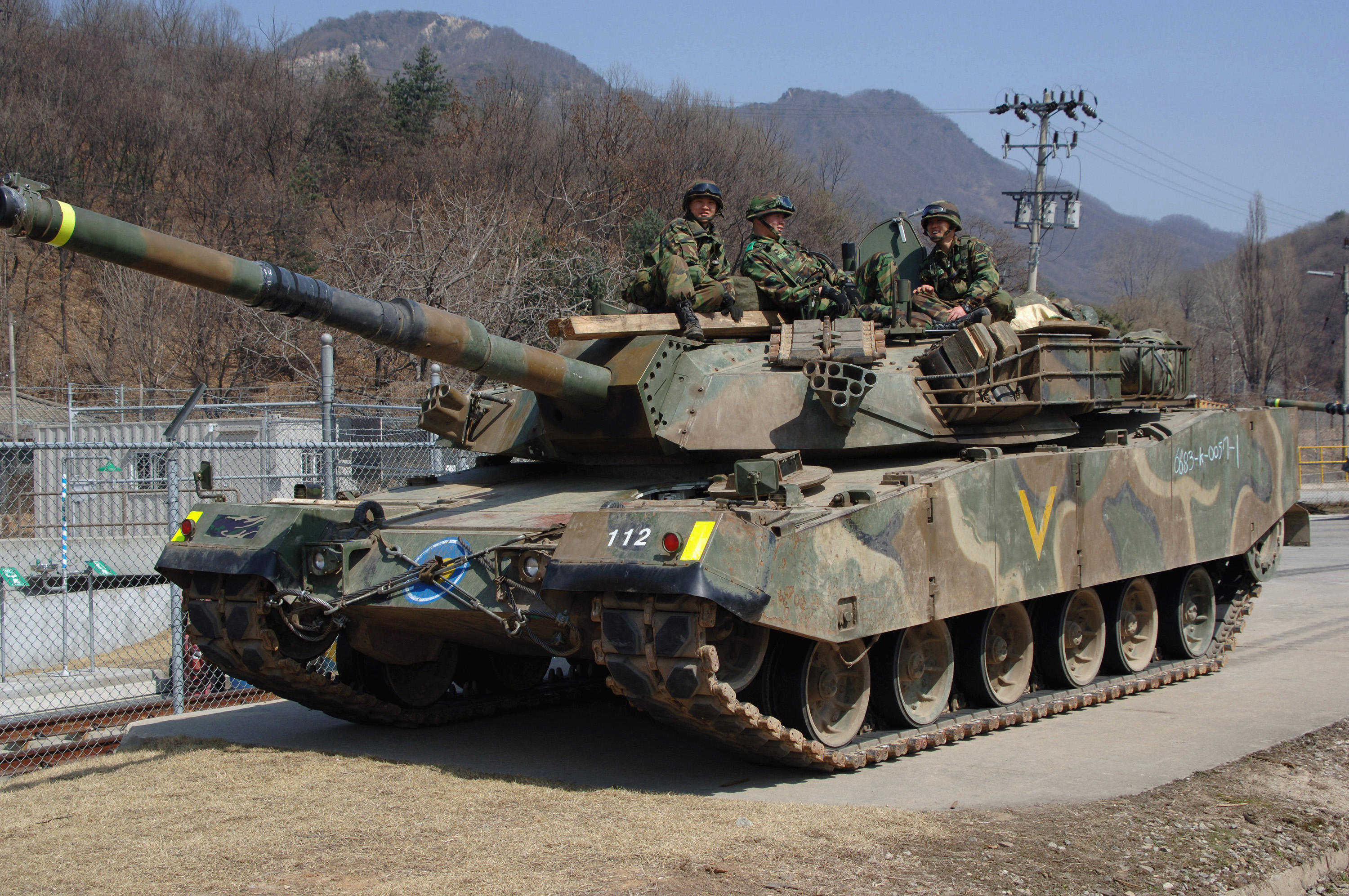
대한민국의 대표적인 전차 K1A1 전차의 모습.

전차(戰車) 또는 탱크(영어: tank, 문화어: 땅크)는 무한궤도를 장착한 기갑전투차량이다. 
기갑부대의 편제는 인원 수와 상관없이 전차 1대를 1개 분대로 편제하고 있다.

## 전차의 일대기

### 14세기, 15세기,백년 전쟁이후
중세 후기 보헤미아 사람들은 전쟁에서 아군의 피해를 줄이고 적군만 골라 공격할 수 있는 무기를 연구하다가 우연히 전차의 개념을 발견하였다. 이 발견은 그 사람들의 믿음과 관계가 있었다. 당시 사람들은 세상은 곧 멸망한다고 믿었다. 그들은 세상이 멸망하는 것을 지켜보고 싶어했는데, 전쟁에서 죽어버리면 세상의 멸망을 지켜볼 수 없어서 자신은 죽지 않고 다른 사람들을 죽일 수 있는 무기를 구상했다. 그 사람들이 발명했던 전차는 지금의 탱크와는 다른 점이 많지만 그 당시의 무기로는 전차를 파괴할 수 없었던 점에서 탱크와 유사했고, 또 강력한 기갑을 갖추고 있었다. 하지만 당시의 기술로는 이런 무기를 만드는 기술이 없어서 600년 후인 20세기 초반에나 발명될 수 있었다. 보헤미아 사람들은 전차의 원리를 이용해 무기를 만들었는데, 그 무기의 뒤쪽은 병사들이 탈 수 있었고, 앞부분에는 대포 5~6문 정도가 배치되어 있었다. 전차부대는 3~4대씩 한 부대를 이루어 다니며, 적을 발견하면 삼각형 모양으로 전차를 배치하여 적을 공격하였다.

### 제1차 세계 대전 (전차의 탄생)
영국 해군성에서 제1차 세계 대전 중 육상군함 계획에 의해 프랑스와 공동연구로 개발된 것이 시초로 인정받고 있다. 당시 새로운 병기의 존재를 숨기기 위해 사용했던 암호명이던 ‘tank’가 정식 명칭이 되었으며, 초기에는 중심 돌파용 장비로 기획되었다. 이 'tank'의 의미는 물을 실어 나르는 급수차라고 거짓 선전을 하면서 붙어진 암호명이었다. 제1차 세계 대전 당시의 보병 종심은 철조망과 참호선, 기관총 진지 그리고 후방 포병지원으로 구성되어 있었다. 이것이 몇겹으로 깔리면서 당시 전술이던 포병 사격 후 보병돌격은 거의 저지되었을 뿐만 아니라, 엄청난 사상자를 내면서도 전과는 거의 없는 악순환이 계속되고 있었다. 탱크는 참호, 철조망, 기관총이라는 악마의 3형제를 극복하기 위해 개발되었다.

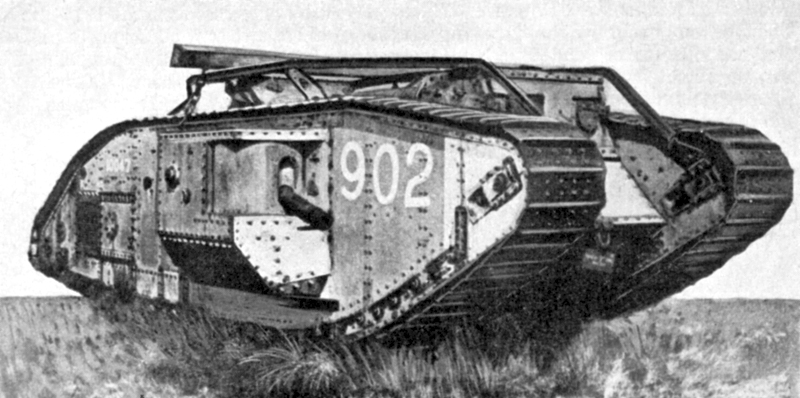
제1차 세계 대전당시 세계 최초의 전차인 영국의 Mk.1 전차의 모습.

일명 움직이는 토치카 형태로 개발되어 1916년에 솜 전투에 처음 투입된다. 하지만 당시 땅이 뻘판이여서 탱크가 기동하기 어려웠고 고장이 잦아 큰 위력을 발휘하지 못했다. 하지만 독일군은 탱크의 무서운 위력에 겁을 먹었고, 그 후 독일은 전차를 나포해 자신들만의 전차를 개발했다. 그 후 1917년부터 본격적으로 전차들이 활약하지만 현재처럼 본격적인 전차전은 아니었다.

### 전간기
처음 "전차"로 기본형을 갖춘 것은 제1차 세계 대전 말기에 등장한 프랑스 르노 FT-17 라는 경전차였다. FT-17은 이전의 섀시에 박스 형태의 전투 실을 올리는 형태가 아니라 직각으로 결합 장갑 판으로 차체를 구성하는 가로 재되는 칸막이로 전투 실과 기관실을 분리함으로써 엔진 소음과 열기에서 승무원을 분리시켰다. 소형 경량 차체와 넓은 리대 전방에 돌출한 1개의 회전포탑을 가지고 있었다. FT-17은 3,000 량이 이상 생산되어 당시 가장 성공한 전차가 되었다. 제1차 세계 대전 이후에는 세계 각지에 수출하고, 수출 대상 국가에서 최초의 전차 부대를 구성하고 또한 초기의 전차 설계 참고 자료가 되었다.
제1차 세계 대전에서 제2차 세계 대전 동안, 각국은 다가올 전쟁에서 새로운 육상전투를 예상하고 전차를 개발하게 되었다. 패전국 독일도, 베르사유 조약에 의해 전차의 개발은 금지되었지만, 농업 트랙터라고 위장하고 스웨덴에서 전차의 개발 연구를 하고, 또 당시의 국제 사회의 변두리자인 소련과 비밀 군사 협력 협정을 체결하고 T-28같은 중형 전차를 개발해내 1930년대 대량생산하였다.
제1차 세계 대전에서 제2차 세계 대전 직전까지 개발된 전차는, 대부분 보병을 호위하려는 목적으로 개발되었다.

### 제2차 세계 대전
제2차 세계 대전 직전 독일군의 기갑부대는 전격전 교리에 따라 전차 집단을 이루어 적 전선을 관통하는 충격 부대로 운용한다. 이는 폴란드 전투 및 1940년 5월 프랑스 전투에서 효과를 발휘하였으며, 단독운용시의 불리한 점을 보충하기 위해 기계화보병부대와 혼합편제로 운용하게 된다.

대전 중 점차 강력해지는 전차의 화력과 장갑에 맞서기 위해서는 같은 전차로 상대하는 것이 좋다는 것이 알려지면서, 전차의 기동력, 화력, 장갑은 점점 강화된다. 초기 기관총 몇 정 또는 소형 대전차포(37mm ~ 50mm) 정도로 무장했던 전차들이 전쟁 말기에는 75mm이상의 장포신의 전차포와 수 정의 엄호용 기관총, 두꺼운 전면 장갑으로 무장한 괴물이 되어 갔다. 

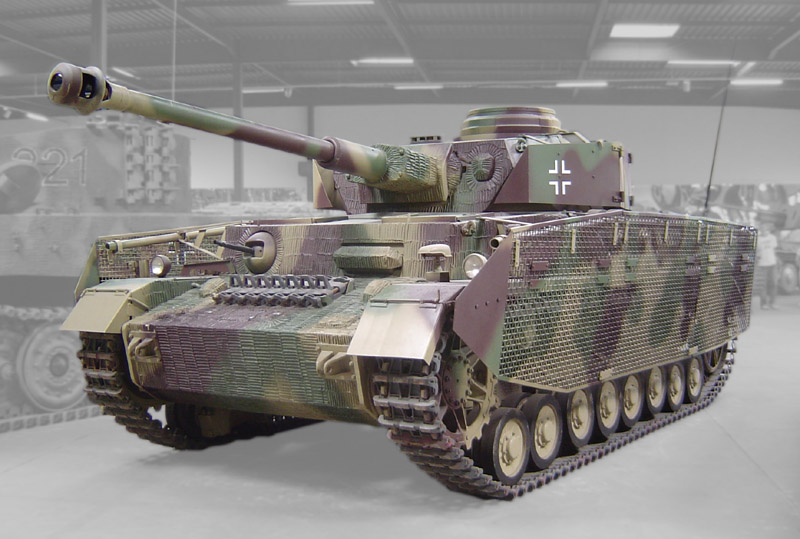
나치 독일군의 주력 전차인 4호 전차

제2차 세계 대전을 비롯해 각국에서 개발된 것은 순항 전차, 보병 전차, 다 포탑 전차, 경전차, 중전차, 대전차 자주포 등 다방면에 걸친. 이것은 전차의 운용에 대한 다양한 전술이 새로운 연구 제시한 결과는 있었지만, 거의 대부분은 일장일단이 있었다.
제2차 세계 대전에서 전술적으로 전차를 중심으로, 그것을 지원하는 보병, 포병 등 여러 병과를 통합 편성된 기갑 사단이 프랑스 전역에서 그 위력을 발휘하고, 전차는 육전의 주력 병기 로서의 가치를 입증했다.

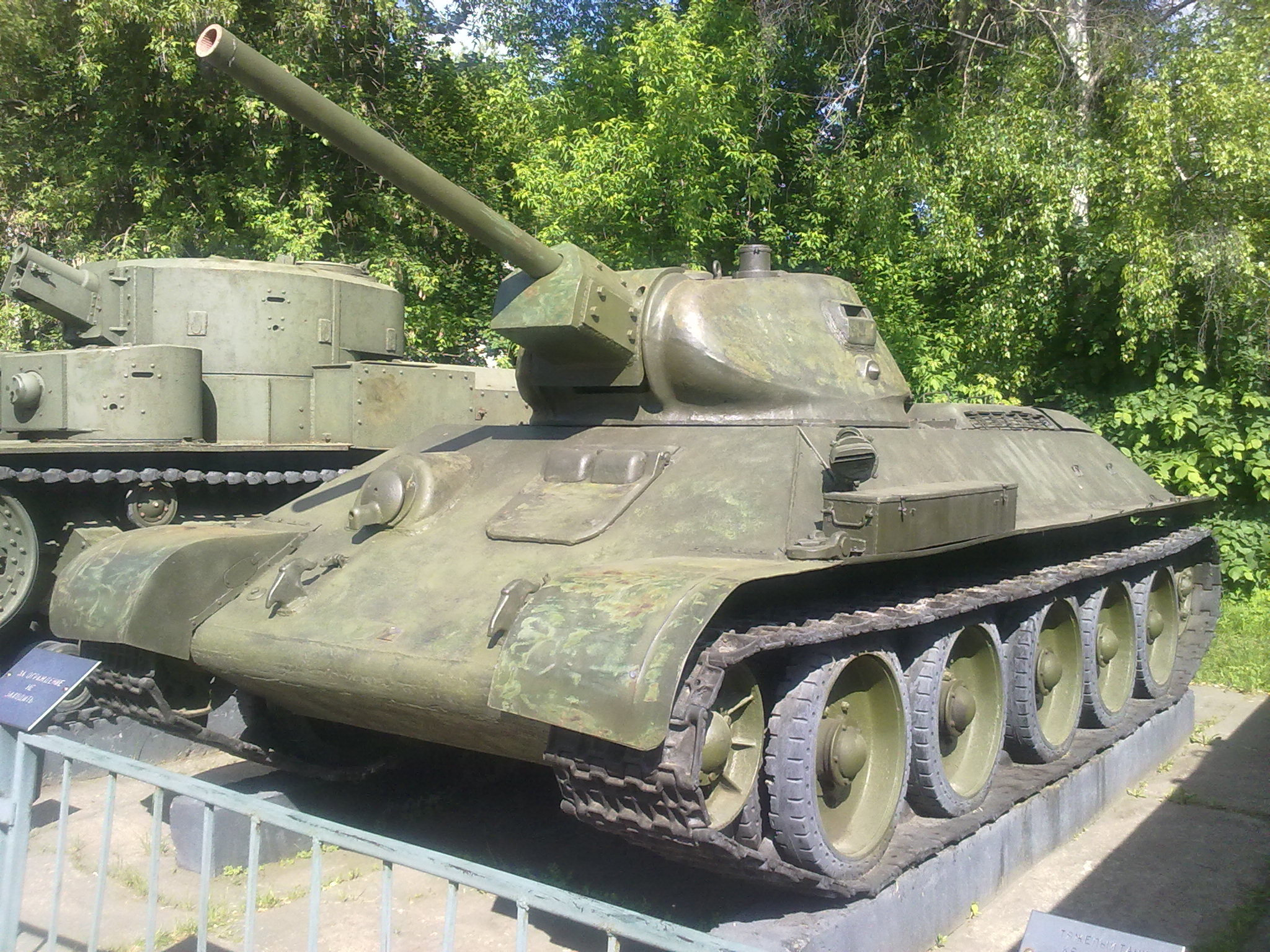
약 28000대 이상 대량생산된 소련전차 T-34.

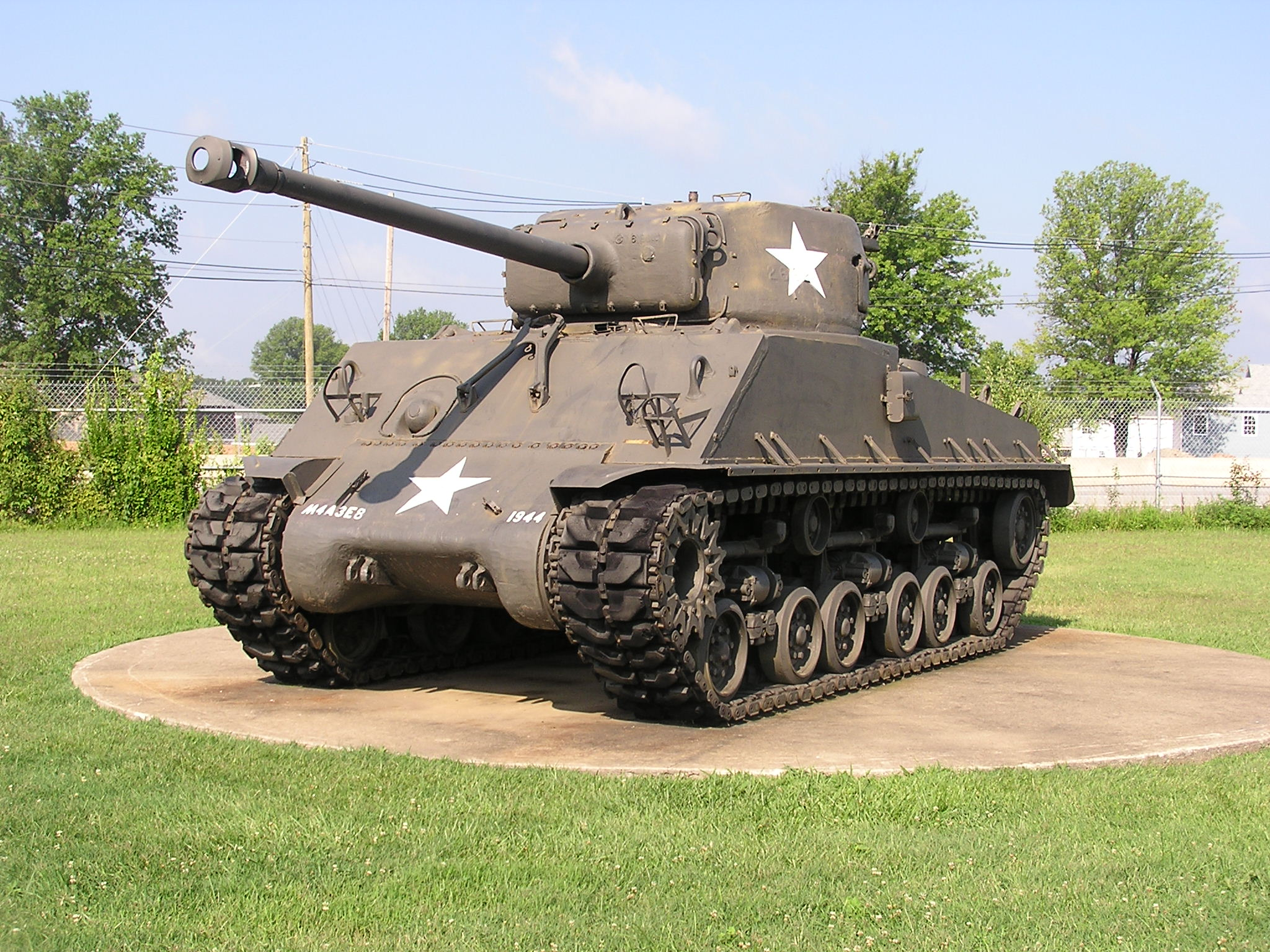
50,000대 이상 대량생산된 미합중국의 전차 M4 셔먼

이 사실을 무겁게 받아들여 각국은 전차의 개량과 증산에 착수 육군의 변경을 추진하게 된다. 독일에서는 독일 소전에서의 T-34 쇼크는 해군 함정의 전함 "드레드노트"의 출현에 따른 기존 계획 함정의 노후와 같은 충격을 가지고 받아들여지고 독소 간의 시소 게임은 급속한 전차 발전 및 대전차 무기의 개발을 추진하는 원동력이되었다. 동부 전선에서 대전차 진화를 이룬 독일 전차는 서부 전선에서 싸운 미국과 영국군의 전차보다 성능 면에서 우월하게 된다. 특히 티거에이스들이 놀라운 성적들을 거두었는데 한 티거 전차는 연합군의 기갑사단을 없애버렸다. 대부분의 에이스들은 연합국의 전차를 100대이상 파괴하였고 전차의 포탄 및 연료가 부족하여 전차를 버렸다. 독일군은 판터 전차, 티거 전차, 야크트판터 구축전차, 엘리판트 구축전차, 험멜 자주포, 야크트 티거 구축전차, 킹 타이거(Tiger II)전차 등을 운용한다.
그러나 미국이나 소련(소련 붕괴 이후 러시아) 전차는 양산 가능성이 높았으며 특히 미국의 높은 산업력과 더불어 대량의 전차를 생산할 수 있었다.(독일군 전차 1대를 생산하는 동안 미국이나 소련은 5대 혹은 그 이상을 생산할 수 있다.)
게다가 M4 셔먼은 기계적인 신뢰성이 높고, 미군의 높은 병참 능력과 더불어 많은 전차를 전선에 배치하는 것이 가능했다. 소련의 경우 초기의 T-34는 비숙련 노동자가 생산했을 정도로 다급한 상황에 생산되어서 신뢰성이 낮았지만, 전쟁이 길어지면서 비숙련 노동자가 숙련된 노동자가 됨과 성능개량 영향으로 신뢰성이 증가했고 게다가 미국으로부터 랜드리스를 받아서 미국보다는 못해도 독일보다는 나은 병참 능력을 갖추고 있었다. 따라서 미군이나 소련의 전차는 양의 우월로 성능의 열세를 만회할 수 있었다.
그래도 킹 타이거 전차(Tiger II)의 경우 제2차 세계 대전 최고의 전차로 평가받는다. 하지만 나치독일의 고질적인 결점이었던 떨어지는 생산력, 대전 후기 연합군의 독일 자원공급망 집중 공격으로 인해 500대에도 미치지 못하는 수가 생산되었고, 절대다수가 연합군의 공습에 의해 파괴되었다.
또한, 용도에 따라 전차로 정찰 전차, 지휘 전차, 구축 전차, 화염 방사 전차, 대공 전차, 가교 전차, 회수 탱크, 수륙 양용 전차, 지뢰 처리 전차, 공수 전차 등이 존재했다. 이들의 거의 대부분은 기존 전차의 차체 및 주행 장치를 개량하여 제작되었다.

## 냉전 이후에서 현재
자유세계 전후 제 1세대의 전차는 90 mm 강선포나 영국의 센츄리온 전차의 경우에는 1944년 말부터는 17파운드 -> 1945년 이후 84mm(20파운드 주포) -> 1955년 이후로 L7 105mm 강선포를, 공산권의 전후 제 1세대 전차는 100mm 강선포를 장비하고 있었다.
또한, M24와 그 후속 버전인 M41 워커불독 같은 경전차도 그 기동력에서 정찰 등 임무에 필수적이라고 인식하고 있었다. 60년대 중반까지는 이 경전차, 중전차, 중형전차라는 구분이 군사 작전의 의미를 가지고 있었지만, 샌츄리온용으로 개발된 L7 105mm 강선포는 강력한 화력과 튼튼한 장갑, 강한 기동력을 보유할 수 있다는 것을 보여주었고 이는 구축전차의 종말을 의미하였다.
1960년대 이후 개발된 2세대 전차가 기존의 경전차과 중전차의 임무를 통합하여 나가는 상황에서 초보적인 야시장비와 전차장비를 탑재된 전차로 1세대 전차보다 성능이 크게 개량되었으며 이 영향을 확장성이 좋은 일부 1세대 전차에도 적용했다.
실제로 센츄리온의 경우 L7 105mm 강선포에 각종 야시장비 등을 탑재했으며 또한 M48패튼의 개량형 M48A5의 경우 L7 105mm 강선포를 면허생산한 M68 105mm 강선포에 역시 센츄리온 전차와 비슷한 야시장비 등을 장착했다.
이후 1970년대말 3세대 전차를 개발하였다. 3세대 전차는 복합장갑과 사격통제장치를 탑재해 화력면과 방어력이 크게 향상되었다. 이후 1990년대 이후로 전자장비 등을 개선한 3.5세대 전차가 등장했다.

### 1세대 전차
제2차 세계 대전 전차의 후계 발전형으로 주로 90mm (자유세계), 100mm (공산권)포를 탑재하였고 주로 강판 원형 주조포탑을 탑재하였다. 특히 자이로가 탑재되어있어 기동 간 사격도 가능하지만 2세대 전차보다는 사격통제장비가 열악하여 정확도가 낮은 편이다.
1970년대 이후 경제력이 일정 이상 있는 국가의 경우 반응장갑, 신형 사격통제장비, 야시장비 등을 장착하는 2세대급으로 성능을 개조하였고 이 2세대급으로 개량된 전차는 군사강대국들도 1990년대 ~ 2000년대 중반까지 사용하거나 전시대비물자로 비축했다.
그러나 대한민국(2020년 초반 퇴역 예정), 중화민국(대만), 중화인민공화국 등의 경우 1세대 전차들 중에서 확장성이 좋은 센츄리온 전차나 M48 패튼, T-54/55 혹은 59식의 경우 2세대급(105mm 강선포나 115mm 활강포 등)으로 성능을 개량해서 사용 중이며 대부분의 3세계 국가의 경우에는 개량 없이 여전히 사용하고 있다.

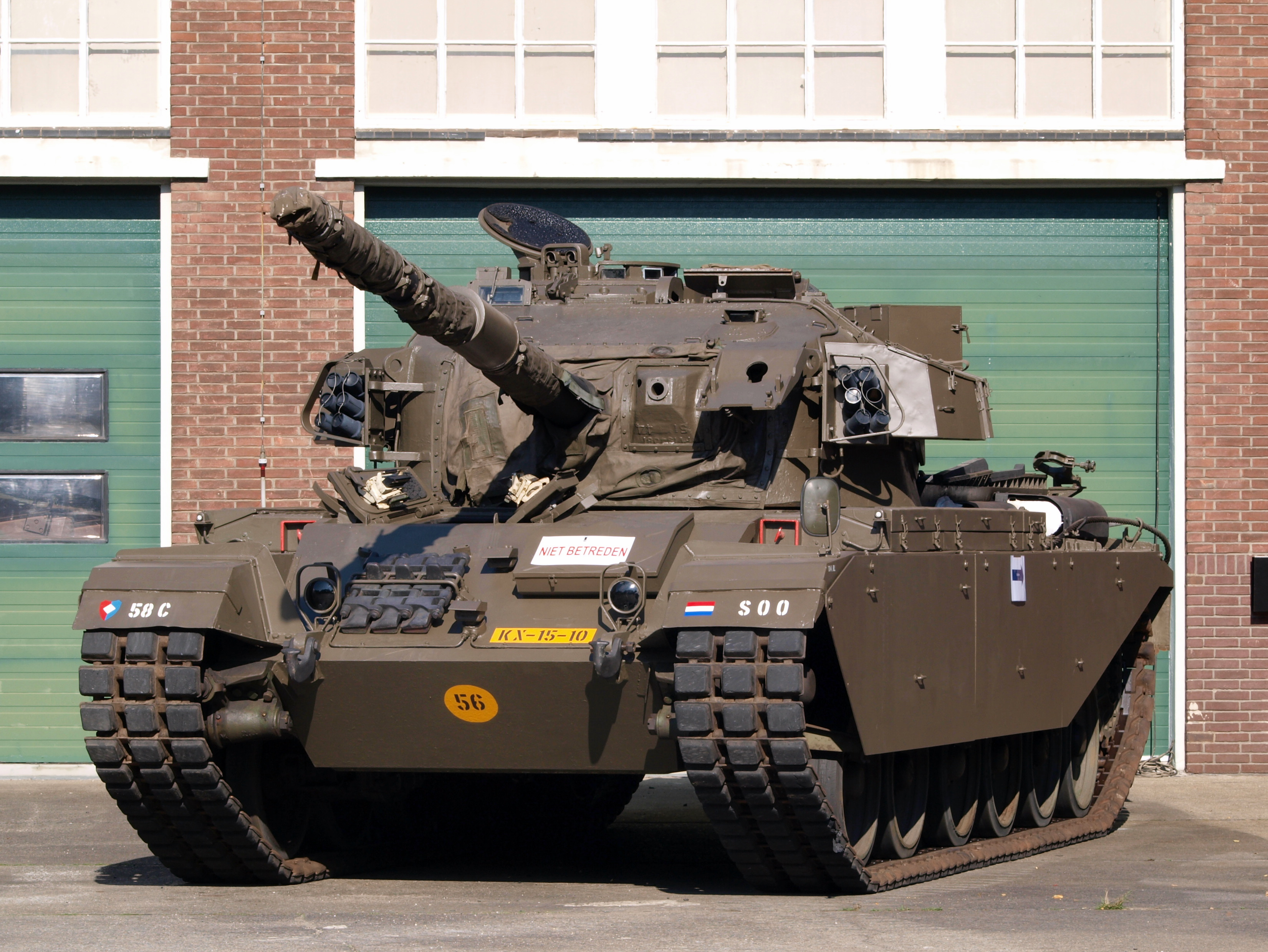
센추리온 전차

- 센추리온 전차, M48, T-54/55, 59식, 61식이 대부분이다.

### 2세대 전차
1세대 주력전차의 발전형으로 자유세계는 영국제 L7 105mm 강선포(치프틴은 120mm)와 공산세계는 115mm포를 탑재한 전차로 암시장치가 탑재되어 야간에 더욱 활발한 전투를 가능하게 하였다. 안정화 장치와 NBC무기 방어장치를 탑재하고 기초적인 아날로그 탄도계산 컴퓨터와 거리측정기가 탑재되어있다. 또한 공격력도 크게 증가하였다. 이 시기에 기계화 부대 전술이 개발되었다. 하지만 이 시기에는 전차의 방어력이 공격력보다 취약하였다. 현재에도 일부 군사대국만 제외하고 2세대 전차를 개량해 주력 전차로 사용하고 있다.

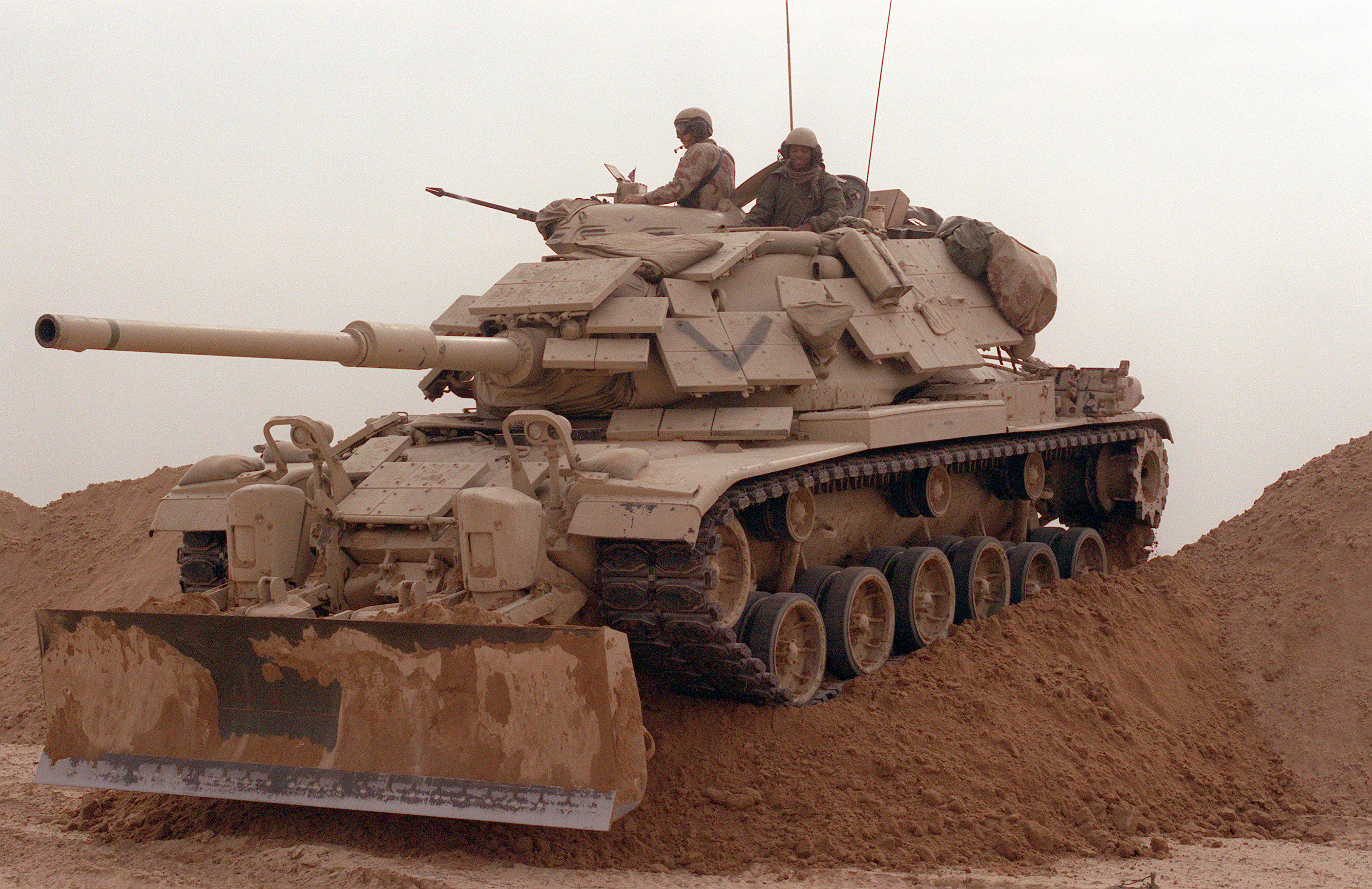
불도저 장착 M60 패튼.

- M60 패튼, 치프틴 전차, 레오파르트 1 전차, AMX-30 전차, T-62 전차, T-64 전차가 대부분이다.

#### 2.5세대 전차
2세대 주력 전차보다 강력해진 화포를 탑재하였고, 레이저 거리측정기와 디지털 탄도컴퓨터로 대표되는 현대적인 사격통제장치가 장착되었다. 특히 T-72은 경량화와 125mm급 화포로 당시 강력한 화력과 기동력으로 자유세계를 놀라게 해 3세대 주력 전차의 기폭제로 삼았다. 하지만 나중에는 걸프 전쟁과 이라크 전쟁 때 3세대 주력 전차에 격파당해 성능이 과소평가되기도 하였다.

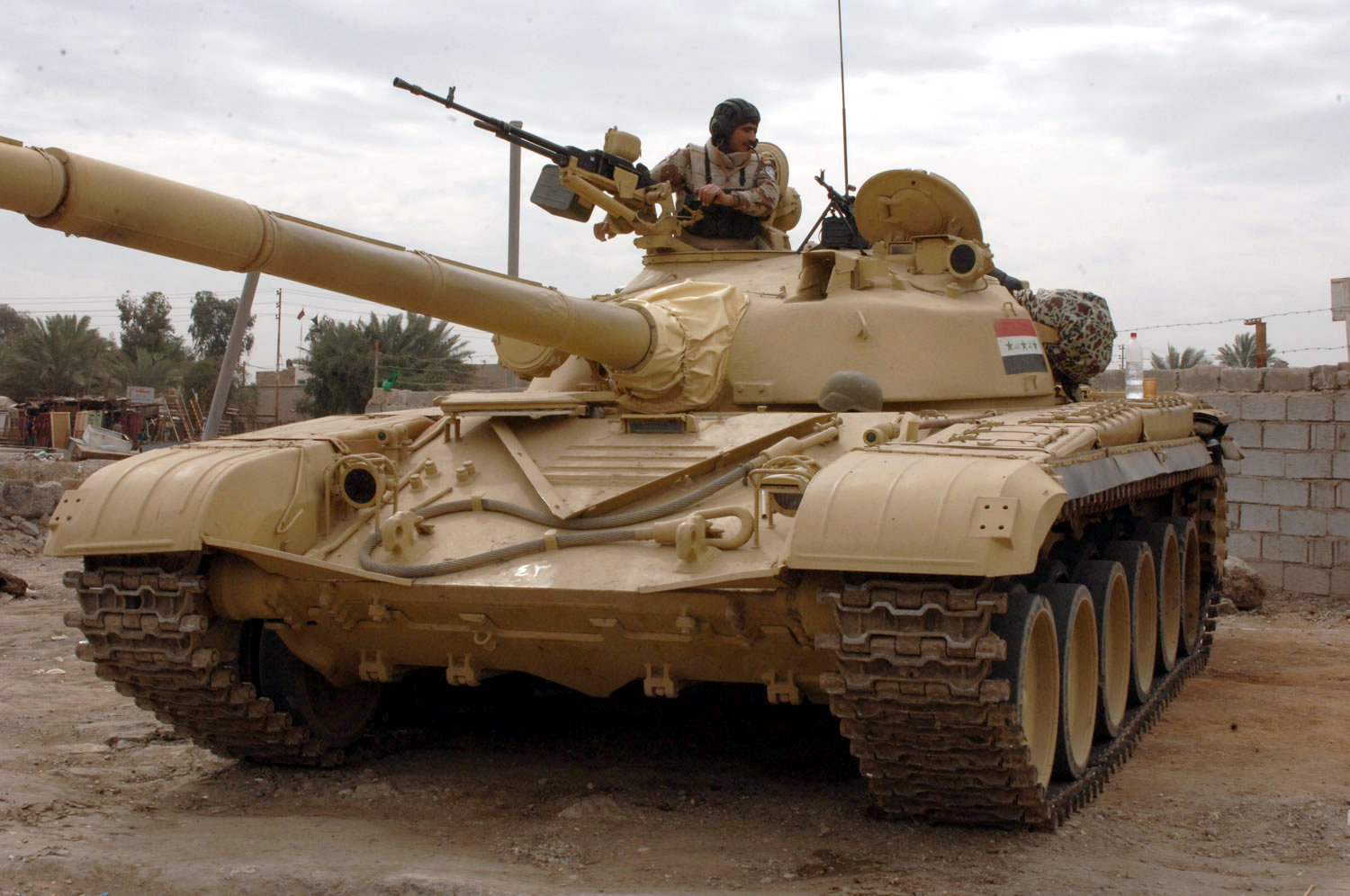
2006년 이라크의 T-72M

- T-72, M60A3, CM-11, M-84, 메르카바 Mk.1·Mk.2가 대부분이다.

### 3세대 전차
3세대 전차는 1970년대 후반부터 등장한 주력전차로 현재까지 전자장비 등을 개선하면서 3.5세대로 개량시키면서 최근에도 사용하고 있는 전차이다. 자유세계는 초기형은 105mm, 후기형은 120mm포를 탑재하였고 공산세계는 125mm포를 탑재하였으며 최신 사격통제장치, 헌터킬러능력, 복합장갑을 공통적으로 갖추었다. 3세대 전차의 사격통제장치는 열영상조준경, 디지털탄도계산컴퓨터, 레이저거리측정기를 탑재하여 움직히면서도 1000m이상 거리에서도 정확한 사격을 가능하게 하였다. 가장 큰 특징은 짧은 시간에 여러 개의 목표와 동시에 교전할 수 있는 헌터킬러 능력이다. 또 여러종류의 복합장갑과 공간장갑, 초밤장갑은 대전차미사일이나 구형 철갑탄을 방어할 수 있도록 설계되었다. 또 1,000마력 이상의 엔진을 탑재하여 속도도 60km/h이상 낼수있도록 하였다.

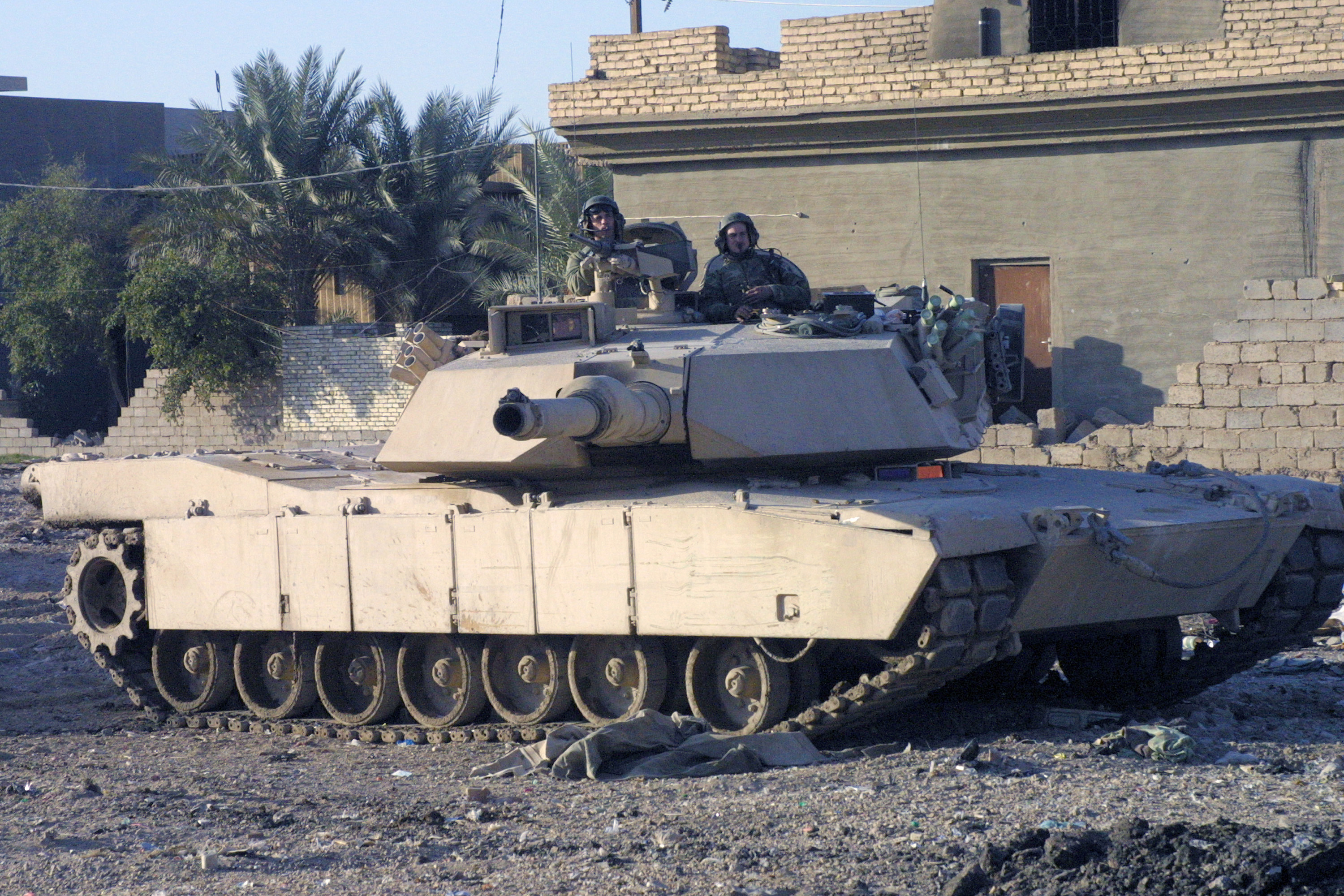
M1A2

- M1·M1A1, 레오파르트 2, K1·K1A1, T-80U, T-90, 메르카바 MK.3, 메르카바 MK.4, 아리에테, 90식, 챌린저1

#### 3.5세대 전차
냉전 종결에 따라서 군비삭감 때문에 4세대 전차의 개발이 불가능해지자 기존 3세대 주력 전차에다 C4I 시스템과 차량 정보 시스템을 탑재하고 화력과 방어력을 높인 전차이다.

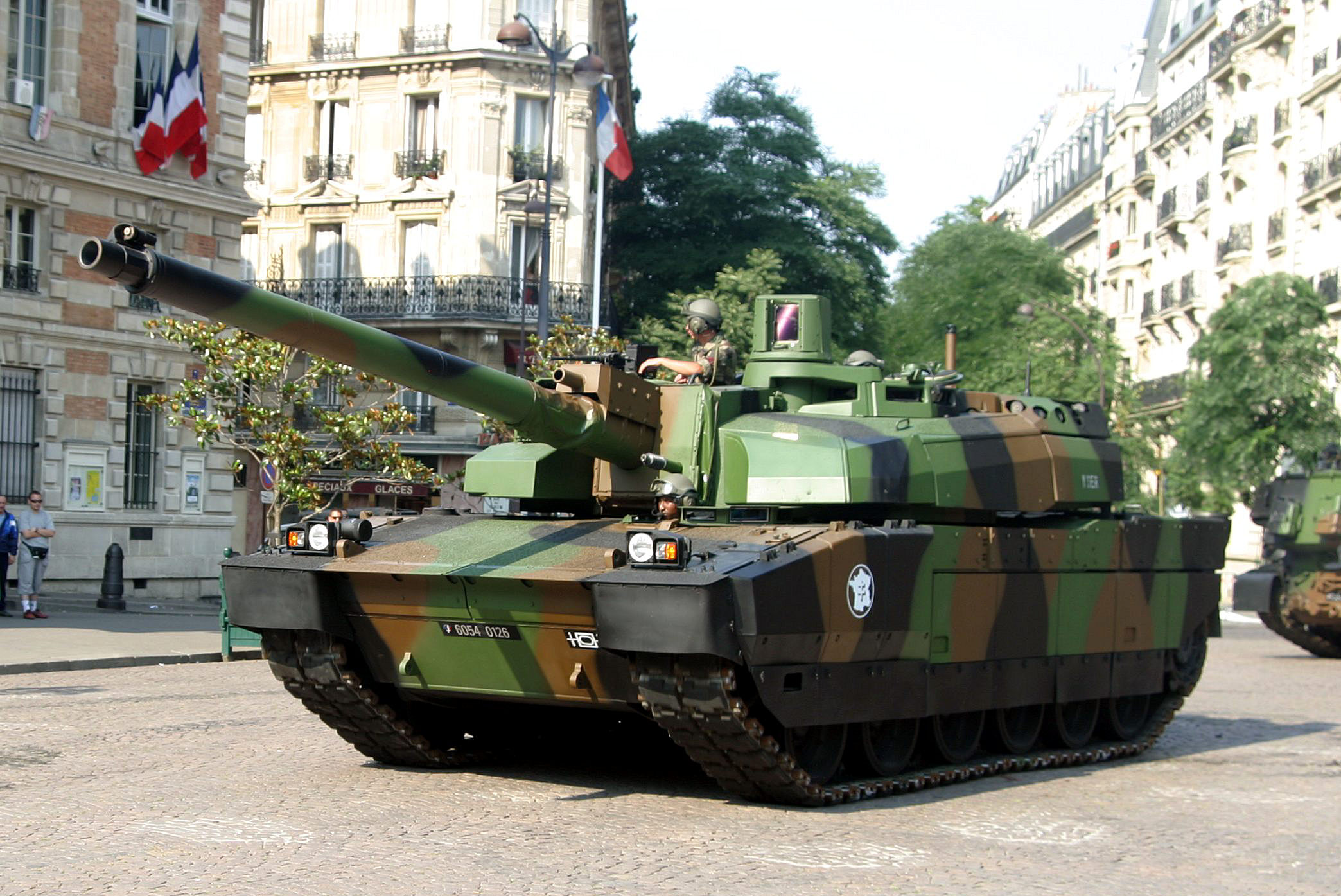
프랑스의 AMX-56 르클레르, 세계에서 가장 비싼 전차로 1대당 가격이 한화 147억 원이다.

- M1A2SEP, K2, K1E1·K1A2, 챌린저 2, 레오파르트 2A7, T-90AM, T-84, 99식A2, T-14 아르마타, AMX-56 르클레르, 10식 전차, T14 아르마타 등.

### 4세대 전차
아직 등장하지 않은 전차이다. 하지만 기준을 잡는다면, 무인포탑과 기존에 공개되지 않은 신형 장갑을 갖출 것으로 예상된다. 또한 화력 면에서도 전열 화학탄을 장비하여 화력이 더욱 강화될 것으로 예상된다.
4세대 전차는 스텔스 기능과 무인화, 최신 정보기술(IT)이 적용된 통합통제시스템을 탑재한다.
독일과 프랑스가 주도하는 4세대 전차 공동개발계획에서 배제된 폴란드가 K2 흑표를 생산하는 현대로템과 손잡고 차세대 전차 확보에 나섰다. 
현대로템은 터키의 차기전차 개발사업 수주전에 뛰어들어 전통적인 전차 생산 강국인 독일을 제치고 현지 전차 생산업체인 오토카사와 최종 계약에 성공했다.
완벽한 4세대 전차는 포탑에 포수가 없는 ‘무인(無人) 포탑’ 체제를 갖춰야 한다. 그러나 AMX-56 르클레르는 무인 포탑 시스템까지는 갖추지 못해 3.5세대 전차로 분류됐다.

## 전차 무용론
2022년 러시아의 우크라이나 침공에서 러시아의 전차들이 고전을 하면서 전차에 대한 무용론이 제기되었다.
영국의 일간지 텔레그래프는 "드론과 미사일 기술이 발전하면서 전차는 너무 비싸고 거추장스러워져서 가치가 없어지는 것처럼 보인다"고 지적했다.
미국은 차세대 전투차량(Next Generation Combat Vehicle, NGCV) 사업을 진행 중이다.
우크라이나 전쟁에서 러시아군 전차가 대전차미사일과 드론에 의해 대거 파괴되면서 불거졌던 ‘전차는 불필요하다’는 전차 무용론은 사라지고, 미래 전쟁에 걸맞는 첨단 기술이 적용된 신형 전차를 만들려는 움직임이 활발해지는 모양새다. 우크라이나 전쟁에서 전차의 중요성이 재확인됐지만, 기존에 만들었던 전차를 개량하는 것만으로는 미래 지상전에서 이길 수 없다는 인식이 확산하고 있다는 분석이 나온다.
방종관 한국국방연구원 객원연구원(예비역 육군 소장)은 “전차가 쓸모가 없어진 게 아니라, 러시아가 전차를 제대로 운용하지 못했기 때문”이라고 설명했다.

## 각주

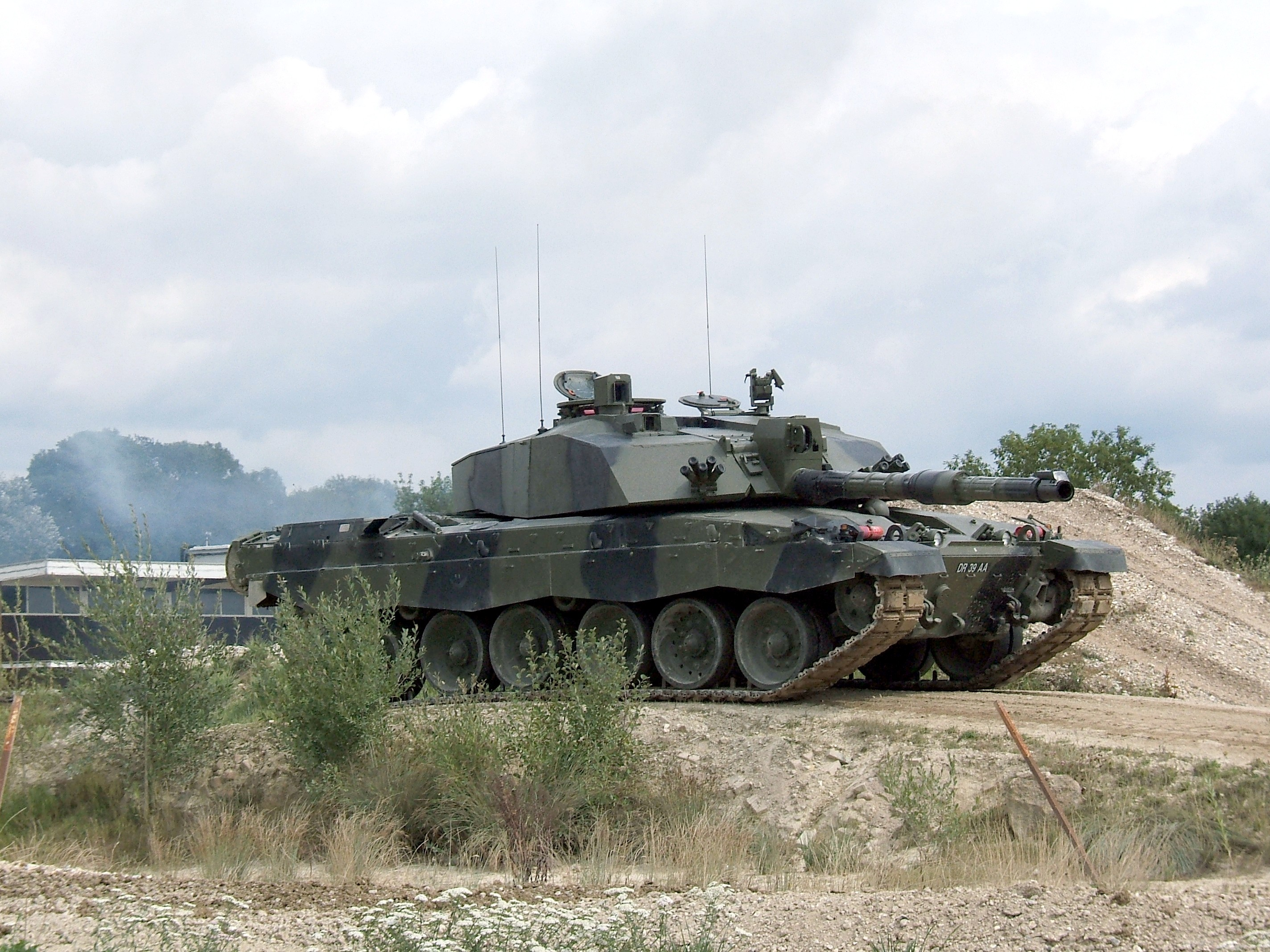
이라크에서 훈련을 실시하는 챌린저 2

## 대중문화
- 월드 오브 탱크 블리츠
- 월드 오브 탱크
- 워썬더

## 같이 보기
- 전차 목록
- 파워팩(en:Powerpack (drivetrain))
- 기어트레인(en:Gear train)
- 파워트레인(en:Powertrain)